# Atlas Genius
Atlas Genius es un grupo de indie rock y synthpop australiano proveniente de Adelaida. El grupo fue creado en noviembre de 2009 por Keith Jeffery (vocalista y guitarra) y sus dos hermanos Michael Jeffery (batería) y Steven Jeffery (bajo), junto al músico Darren Sell (teclado, sintetizador y voz secundaria). En 2012 Steven abandonó el grupo seguido de Darren, el cual permaneció hasta la publicación del primer álbum de la banda, "When It Was Now", el 19 de febrero de 2013.

## Historia
La banda fue formada en 2009 en Adelaide (Australia) por tres hermanos, Keith William Hamilton Jeffery,  Steven Roger Jeffery y  Michael Douglas Jeffery. El nombre de la banda fue sugerido por el joven Michael, quien tuvo un sueño en el que aparecía el nombre "Atlas Genius" y decidió ponérselo al conjunto. Ellos querían forman una banda musical y empezar, a tocar así que desarmaron el garaje de la casa en donde vivían y empezaron a construir un estudio de grabación. Más tarde se unió al grupo Darren Norman Sell, de nacionalidad británica. Según Keith fueron inspirados por conocidas bandas como  The Beatles, Death Cab for Cutie, Beck, The Police, The Rolling Stones y Phoenix. Comenzaron a tocar en un bar y ahorraron el dinero ganado para el estudio que querían. 
Su primer sencillo fue «Trojan´s», que salió el 4 de mayo de 2011. La canción fue escrita y compuesta entre los cuatro.

## Discografía

### EP
| Título               | Detalles del álbum                                                                                       |
| -------------------- | --- |
| Through the Glass EP | - Lanzamiento: 12 de junio de 2012 - Discográfica: Warner Bros. Records - Formatos: CD, descarga digital |
| Trojans EP           | - Lanzamiento: 25 de febrero de 2013 - Discográfica: Warner Bros. Records - Formatos: LP                 |
| Molecules Remix EP   | - Lanzamiento: 13 de noviembre de 2015 - Discográfica: Warner Bros. Records - Formatos: Descarga digital |

### Álbumes
| Título            | Detalles del álbum                                                                                             | Clasificación en las listas | Clasificación en las listas | Clasificación en las listas |
| Título            | Detalles del álbum                                                                                             | US                          | US Alt                      | US Rock                     |
| ----------------- | --- | --------------------------- | --------------------------- | --------------------------- |
| When It Was Now   | - Lanzamiento: 19 de febrero de 2013 - Discográfica: Warner Bros. Records - Formatos: CD, LP, descarga digital | 34                          | 10                          | 11                          |
| Inanimate Objects | - Lanzamiento: 28 de agosto de 2015 - Discográfica: Warner Bros. Records - Formatos: CD, LP, descarga digital  | 150                         | 20                          | 28                          |

### Sencillos
| Título                 | Año  | Clasificación en las listas | Clasificación en las listas | Clasificación en las listas | Clasificación en las listas | Clasificación en las listas | Certificaciones | Álbum                                  |
| Título                 | Año  | US Alt                      | US Rock                     | CAN Alt                     | CAN Rock                    | BEL Tip                     | Certificaciones | Álbum                                  |
| ---------------------- | ---- | --------------------------- | --------------------------- | --------------------------- | --------------------------- | --------------------------- | --------------- | -------------------------------------- |
| «Trojans»              | 2011 | 4                           | 17                          | 3                           | 47                          | 30                          | - USA: Gold     | Through the Glass EP / When It Was Now |
| «If So»                | 2013 | 8                           | 33                          | —                           | —                           | —                           |                 | When It Was Now                        |
| «Symptoms»             | 2013 | —                           | —                           | —                           | —                           | —                           |                 | When It Was Now                        |
| «Molecules»            | 2015 | 10                          | —                           | —                           | —                           | —                           |                 | Inanimate Objects                      |
| «Stockholm»            | 2015 | —                           | —                           | —                           | —                           | —                           |                 | Inanimate Objects                      |
| «Friends with Enemies» | 2015 | —                           | —                           | —                           | —                           | —                           |                 | Inanimate Objects                      |
| «A Perfect End»        | 2015 | —                           | —                           | —                           | —                           | —                           |                 | Inanimate Objects                      |